# Neurophilosophie
La neurophilosophie désigne l'étude interdisciplinaire des neurosciences et de la philosophie. Les travaux de ce champ d'étude sont souvent séparés en deux méthodes distinctes.
La première méthode tente de résoudre des problèmes liés à la philosophie de l'esprit grâce aux informations empiriques des neurosciences.
La seconde méthode tente d'éclaircir les résultats des recherches en neurosciences en appliquant la rigueur conceptuelle et les méthodes de la philosophie des sciences.
Les théories en neurophilosophie, qui privilégient l'étude des structures et des fonctions du cerveau, ont tendance à s'opposer à celles de l'idéalisme et du dualisme, qui cherchent à expliquer le mental en faisant référence à l'esprit et aux idées. Antonio Damasio, dans son livre L'erreur de Descartes, montre que le corps et l'esprit fonctionnent de manière indissociable et il explique que le raisonnement ne peut pas se faire sans les émotions.
Deux courants de pensée parcourent la neurophilosophie, le dualisme et le monisme, lui-même divisé en courants, le spiritualisme, le matérialisme.
Toutefois, une nouvelle classification philosophique, plus fine que la matérialisme, peut être mentionnée concernant la neurophilosophie et la philosophie des neurosciences, à savoir le naturalisme. Les philosophes qui pensent que les résultats des sciences eux-mêmes peuvent fournir de quoi s'adresser à des questions philosophiques se réfèrent souvent en tant que "philosophes naturalistes". Une telle philosophie implique un dialogue avec les sciences, pas juste une analyse de la science.

## Mise en perspective et historique

### De la philosophie de l'esprit à la neurophilosophie
Neurophilosophie et philosophie des neurosciences sont des champs d'investigation relativement récents et peuvent-être vus comme la suite d'un mouvement de la philosophie de l'esprit, incluant l'étude de la psychologie, des sciences cognitives puis des neurosciences. Dans la mesure où la psychologie, les sciences cognitives et les neurosciences traitent toutes des capacités cognitives et intellectuelles des êtres humains (et d'autres animaux intelligents), leurs résultats peuvent éclairer la réflexion philosophique sur l'épistémologie et la métaphysique (en particulier les questions métaphysiques concernant les êtres humains, telles que la relation entre l'esprit et le corps et les conditions de l'identité personnelle).Cela ne signifie pas que tous les philosophes ont souscrit à l'idée d'un programme de recherche englobant les "sciences de l'esprit".
Les neurosciences sont apparues en dernière dans les débats philosophiques de l'esprit. Jusqu'au milieu du XXème siècle, les neurosciences semblent avoir peu à dire sur l'esprit comparé à la psychologie et aux sciences cognitives. Même les philosophes qui ont adopté des positions susceptibles de mettre en avant les neurosciences ne se sont que peu appuyés, ou de manière caricaturale, sur des découvertes en neurosciences. Des tenant d'une position philosophique appelé "l'identité des types" (qui consiste globalement à vouloir défendre que les états mentaux sont de type identique aux états du cerveau) se sont peu inspirés de détails réels sur les neurosciences émergentes. Leurs termes "neuro" ont été des substituts de concepts issus des neurosciences futures. Leurs arguments et leurs motivations ont été philosophiques, même si la justification ultime du programme a été considérée comme empirique. Toutefois des chercheurs comme Donald Hebb ont tenté des explications détaillées de phénomènes psychologiques en termes de mécanismes neuronaux et de circuits anatomiques, notamment dans son livre "The organization of behavior" (1949). Mais ce genre de tentatives ont semble t-il été largement ignorées par les philosophes.
Dans la philosophie de l'esprit de la fin des années 1960 le fonctionnalisme a donné un coup d'arrêt à une philosophie de l'esprit fondée sur des neurosciences. Le fonctionnalisme consiste globalement à penser que les états mentaux (croyances, désirs, être en souffrance, etc.) sont constitués uniquement par leur rôle fonctionnel, c'est-à-dire leurs relations causales avec d'autres états mentaux, les entrées sensorielles et les sorties comportementales. Les états du cerveau ne comptent pas en tant que tel, ils ne sont là que pour réaliser des fonctions mentales qui pourraient être instanciées par un autre substrat. L'idée du fonctionnalisme est d'être fondé à l'opposé de théories dites "réductionnistes" (telle que la théorie des types) qui ont pu avoir tendance à supprimer un pouvoir causal aux états mentaux, ou au béhaviorisme qui ne se concentre que sur le comportement et pas sur les états mentaux.
En parallèle de cela, les neurosciences s'intégrèrent aux sciences cognitives via les neurosciences cognitives. Cela a permis un dialogue entre psychologues et neuroscientifiques. En philosophie, le manque d'intérêt pour les neurosciences a encore continué. C'est finalement l'ouvrage "Neurophilosophy" de Patricia Churchland qui en mélangeant données neuroscientifiques et réflexions philosophiques, a donné la possibilité d'introduire des philosophes des sciences aux neuroscientifiques et des neurosciences aux philosophes. Le livre présente des découvertes en neurosciences pour répondre à des questions philosophiques, et ce faisant, a initié un courant de neurophilosophie.
Ainsi, certains philosophes sont allés voir ce que pouvaient dire la philosophie des sciences cognitives, des neurosciences, voire de la neurophilosophie, sur les problèmes de la philosophie de l'esprit (ou de philosophie des sciences appliquées à ces champs), à tel point que certains ont pu déclarer "La philosophie de l'esprit est terminée".